# سی‌دی‌ام اسمیت
سی‌دی‌ام اسمیت (انگلیسی: CDM Smith) شرکت مهندسی آمریکایی است، که در سال ۱۹۴۷ تأسیس شد.